# Паулину-Невис
Паулину-Невис (порт. Paulino Neves) — муниципалитет в Бразилии, входит в штат Мараньян. Составная часть мезорегиона Север штата Мараньян. Входит в экономико-статистический микрорегион Ленсойс-Мараньенсис. Население составляет 14 519 человек на 2010 год. Занимает площадь 979,178 км². Плотность населения — 14,83 чел./км².

## Демография
Согласно сведениям, собранным в ходе переписи 2010 г. Национальным институтом географии и статистики (IBGE), население муниципалитета составляет:
| Полное население                               | Полное население                               | Полное население                               | Полное население                               | 14 519 |
| ---------------------------------------------- | ---------------------------------------------- | ---------------------------------------------- | ---------------------------------------------- | ------ |
| в том числе:                                   | Городское население                            | 4654                                           | Процент городского населения, %                | 32,05  |
|                                                | Сельское население                             | 9865                                           | Процент сельского населения, %                 | 67,95  |
|                                                | Мужское население                              | 7502                                           | Процент мужского населения, %                  | 51,67  |
|                                                | Женское население                              | 7017                                           | Процент женского населения, %                  | 48,33  |
| Плотность населения, чел/км²                   | Плотность населения, чел/км²                   | Плотность населения, чел/км²                   | Плотность населения, чел/км²                   | 14,83  |
| Население муниципалитета в % к населению штата | Население муниципалитета в % к населению штата | Население муниципалитета в % к населению штата | Население муниципалитета в % к населению штата | 0,22   |

По данным оценки 2016 года, население муниципалитета составляет 15 609 жителей.

## Статистика
- Валовой внутренний продукт на 2014 год составляет 72 141 000,00 реалов (данные: Бразильский институт географии и статистики)[1].
- Валовой внутренний продукт на душу населения на 2014 год составляет 4676,27 реалов (данные: Бразильский институт географии и статистики)[1].
- Индекс человеческого развития на 2010 год составляет 0,561 (данные: Программа развития ООН)[2].